# Mashaollahabad
Mashaollahabad (em persa: ماشا الله اباد, também romanizada como Mashāollāhābād; também conhecida como Māshelābād) é uma aldeia do distrito rural de Langarud, no condado de Abbasabad, da província de Mazandaran, Irã.
No censo de 2006, sua população era de 600 habitantes, em 154 famílias.